# Храм Ранганатхасвамі в Шрірангамі
Храм Ранганатхі в Шрірангамі — індуїстський вайшнавский храмовий комплекс, присвячений Ранганатху — Вішну, який лежить як на ложі на змії Шеша . Розташований на острові Шрірангам посеред річки Кавері в індійському штаті Таміл-Наду. Є першим і найважливішим з 108 Дів'я-Дешам — святих місць паломництва для послідовників традиції шрі-вайшнавізму.
Храм займає площу в 63 гектари, і є найбільшим культовою спорудою в Індії і найбільшим діючим індуїстським храмом у світі. Храм оточений сімома рядами стін, загальна довжина яких становить майже 10 кілометрів. У стінах храму розташовано 21 гопурам різної висоти. Однією з основних визначних пам'яток храму є «зала з 1000 колон» (загальна кількість колон становить 953).
Тільки людям, які сповідують індуїзм, дозволяється вхід у центральне святилище, у якому знаходиться головне божество храму. Крім святилища з основним божеством, частиною храмового комплексу є багатьо інших святилищ з різними формами Вішну: Сударшан-чакра, Нарасімха, Рама, Хаягріва, Гопала-Крішна, а також з мурті вайшнавских святих.